# Andrea Gonzaga (1539-1586)
Andrea Gonzaga (Palermo, 9 settembre 1539 – Mantova, 1586) è stato il primo marchese di Specchia.

## Biografia
Fu il quinto figlio di Ferrante I Gonzaga, conte di Guastalla, e di Isabella di Capua.
La madre Isabella aveva portato in dote ai Gonzaga molti feudi nel regno di Napoli, tra cui la contea di Alessano e la baronia di Specchia. Alla morte di Ferrante nel 1557 ad Andrea venne assegnata San Severino divenendone conte fino al 1559, quando vi rinunciò a favore del fratello Cesare I di Guastalla ed ottenne in cambio Alessano e Specchia. Nel 1567 la contea viene elevata a marchesato. Ad Alessano, ma soprattutto a Specchia, Andrea stabilì la propria residenza abituale.
Ivi si circondò di letterati e filosofi, ingrandì il feudo e diede nuovo impulso ai commerci.
Contro le incursioni dei saraceni ordinò nel 1555 la costruzione a Leuca di una torre, oggi chiamata Torre degli uomini morti.
Uomo devoto, introdusse l'usanza di inviare, ogni 13 aprile, degli uomini armati per mantenere l'ordine durante le feste in onore della Madonna.

## Discendenza
Si sposò con Maria Lopez de Padilla y de Mendoza, figlia di don Antonio López de Padilla signore di Noves e di La Mejorada e di donna Juana de Mendoza dei conti de La Coruña.

## Ascendenza
|                       |                   |                            | Genitori                         |  |  | Nonni |  |  | Bisnonni           |  |  | Trisnonni           |  |
|                       |                   |                            |                                  |  |  |       |  |  | Federico I Gonzaga |  |  | Ludovico II Gonzaga |  |
|                       |                   |                            |                                  |  |  |       |  |  | Federico I Gonzaga |  |  | Ludovico II Gonzaga |  |
|                       |                   | Barbara di Brandeburgo     |                                  |  |  |       |  |  | Federico I Gonzaga |  |  |                     |  |
| Francesco II Gonzaga  |                   |                            |                                  |  |  |       |  |  | Federico I Gonzaga |  |  |                     |  |
|                       |                   | Margherita di Baviera      | Alberto III di Baviera           |  |  |       |  |  |                    |  |  |                     |  |
|                       |                   | Margherita di Baviera      | Alberto III di Baviera           |  |  |       |  |  |                    |  |  |                     |  |
|                       |                   | Margherita di Baviera      | Anna di Braunschweig-Grubenhagen |  |  |       |  |  |                    |  |  |                     |  |
| Ferrante I Gonzaga    |                   | Margherita di Baviera      |                                  |  |  |       |  |  |                    |  |  |                     |  |
|                       |                   | Ercole I d'Este            | Niccolò III d'Este               |  |  |       |  |  |                    |  |  |                     |  |
|                       |                   | Ercole I d'Este            | Niccolò III d'Este               |  |  |       |  |  |                    |  |  |                     |  |
|                       |                   | Ercole I d'Este            | Ricciarda di Saluzzo             |  |  |       |  |  |                    |  |  |                     |  |
| Isabella d'Este       |                   | Ercole I d'Este            |                                  |  |  |       |  |  |                    |  |  |                     |  |
|                       |                   | Eleonora d'Aragona         | Ferdinando I di Napoli           |  |  |       |  |  |                    |  |  |                     |  |
|                       |                   | Eleonora d'Aragona         | Ferdinando I di Napoli           |  |  |       |  |  |                    |  |  |                     |  |
|                       |                   | Eleonora d'Aragona         | Isabella di Chiaromonte          |  |  |       |  |  |                    |  |  |                     |  |
| Cesare I Gonzaga      |                   | Eleonora d'Aragona         |                                  |  |  |       |  |  |                    |  |  |                     |  |
|                       | Andrea I di Capua | Francesco di Capua         |                                  |  |  |       |  |  |                    |  |  |                     |  |
|                       | Andrea I di Capua | Francesco di Capua         |                                  |  |  |       |  |  |                    |  |  |                     |  |
|                       | Andrea I di Capua | Elisabetta Conti           |                                  |  |  |       |  |  |                    |  |  |                     |  |
| Ferdinando I di Capua | Andrea I di Capua |                            |                                  |  |  |       |  |  |                    |  |  |                     |  |
|                       |                   | Maria d’Ayerbe d’Aragona   | Sancio d’Ayerbe d’Aragona        |  |  |       |  |  |                    |  |  |                     |  |
|                       |                   | Maria d’Ayerbe d’Aragona   | Sancio d’Ayerbe d’Aragona        |  |  |       |  |  |                    |  |  |                     |  |
|                       |                   | Maria d’Ayerbe d’Aragona   | Bianca Sanz                      |  |  |       |  |  |                    |  |  |                     |  |
| Isabella di Capua     |                   | Maria d’Ayerbe d’Aragona   |                                  |  |  |       |  |  |                    |  |  |                     |  |
|                       |                   | Giovan Francesco del Balzo | Raimondo del Balzo               |  |  |       |  |  |                    |  |  |                     |  |
|                       |                   | Giovan Francesco del Balzo | Raimondo del Balzo               |  |  |       |  |  |                    |  |  |                     |  |
|                       |                   | Giovan Francesco del Balzo | Antonia de Corretis              |  |  |       |  |  |                    |  |  |                     |  |
| Antonicca del Balzo   |                   | Giovan Francesco del Balzo |                                  |  |  |       |  |  |                    |  |  |                     |  |
|                       |                   | Margherita del Balzo       | Angilberto del Balzo             |  |  |       |  |  |                    |  |  |                     |  |
|                       |                   | Margherita del Balzo       | Angilberto del Balzo             |  |  |       |  |  |                    |  |  |                     |  |
|                       |                   | Margherita del Balzo       | Maria Conquesta Orsini del Balzo |  |  |       |  |  |                    |  |  |                     |  |
|                       |                   | Margherita del Balzo       |                                  |  |  |       |  |  |                    |  |  |                     |  |